# Pleurobema hanleyianum
Pleurobema hanleyianum är en musselart som först beskrevs av I. Lea 1852.  Pleurobema hanleyianum ingår i släktet Pleurobema och familjen målarmusslor. IUCN kategoriserar arten globalt som akut hotad. Inga underarter finns listade i Catalogue of Life.